# Current TV
Current TV foi um canal de televisão independente dirigido pelo ex-vice-presidente norte-americano Al Gore e pelo executivo Joel Hyatt. Sua primeira transmissão ocorreu em 1 de agosto de 2005. Uma rede européia, limitada ao Reino Unido e à Irlanda, foi inaugurada em 12 de março de 2007. Em 2013 dia 20 de agosto,  a Current TV encerrou suas transmissões sendo substituída pela Al Jazeera America, a quem havia sido vendida. 
O diretor brasileiro Daniel Florêncio produziu diversos documentários para o canal, dentre eles Gagged in Brazil, um filme crítico à política de comunicação do governo de Minas Gerais, na época comandado pelo hoje Deputado federal Aécio Neves, e Tracking William: A Night with a Paparazzo  sobre o trabalho de um paparazzo no rastro do Príncipe William e sua então namorada Kate Middleton.